# Winston-Salem Cycling Classic Women 2015
La 2e édition de la Winston-Salem Cycling Classic Women a eu lieu le 31 mai 2015. La course fait partie du calendrier international féminin UCI 2015 en catégorie 1.2. La course est remportée par la Biélorusse Alena Amialiusik.

## Récit de la course
L'équipe Velocio-SRAM se montre active. Ainsi, Tayler Wiles puis Loren Rowney sont les premières à attaquer. Cette dernière maintient une minute d'écart. Toutefois, elle est finalement reprise en haut de la côte à trois tours de l'arrivée. Alena Amialiusik contre alors. Elle est suivie par Amber Neben. Elle attaque l'Américaine dans la dernière côte et s'impose en solitaire. Derrière, Lauren Komanski  sort pour prendre la troisième place.

## Classements

### Classement final
| \| Classement général \| Classement général \| Classement général \| Classement général \| Classement général \| \| Coureuse \| Coureuse \| Pays \| Équipe \| Temps \| \| ------------------ \| ------------------------- \| ------------------ \| ------------------------- \| ------------------ \| \| 1re \| Alena Amialiusik \| Biélorussie \| Velocio-SRAM \| 2 h 37 min 30 s \| \| 2e \| Amber Neben \| États-Unis \| BePink LaClassica \| + 7 s \| \| 3e \| Lauren Komanski \| États-Unis \| Twenty16-Sho-Air \| + 13 s \| \| 4e \| Coryn Rivera \| États-Unis \| UnitedHealthcare \| + 16 s \| \| 5e \| Joëlle Numainville \| Canada \| Bigla \| + 34 s \| \| 6e \| Carmen Small \| États-Unis \| Twenty16-Sho-Air \| + 34 s \| \| 7e \| Lauren Stephens \| États-Unis \| Tibco-Silicon Valley Bank \| + 34 s \| \| 8e \| Tayler Wiles \| États-Unis \| Velocio-SRAM \| + 34 s \| \| 9e \| Maria Giulia Confalonieri \| Italie \| Alé Cipollini \| + 35 s \| \| 10e \| Tiffany Cromwell \| Australie \| Velocio-SRAM \| + 35 s \| |                           |             |                           |                 |
| |                           |             |                           |                 |
| Source : Cycling Quotient |                           |             |                           |                 |
| Classement général |                           |             |                           |                 |
| Coureuse | Coureuse                  | Pays        | Équipe                    | Temps           |
| 1re | Alena Amialiusik          | Biélorussie | Velocio-SRAM              | 2 h 37 min 30 s |
| 2e | Amber Neben               | États-Unis  | BePink LaClassica         | + 7 s           |
| 3e | Lauren Komanski           | États-Unis  | Twenty16-Sho-Air          | + 13 s          |
| 4e | Coryn Rivera              | États-Unis  | UnitedHealthcare          | + 16 s          |
| 5e | Joëlle Numainville        | Canada      | Bigla                     | + 34 s          |
| 6e | Carmen Small              | États-Unis  | Twenty16-Sho-Air          | + 34 s          |
| 7e | Lauren Stephens           | États-Unis  | Tibco-Silicon Valley Bank | + 34 s          |
| 8e | Tayler Wiles              | États-Unis  | Velocio-SRAM              | + 34 s          |
| 9e | Maria Giulia Confalonieri | Italie      | Alé Cipollini             | + 35 s          |
| 10e | Tiffany Cromwell          | Australie   | Velocio-SRAM              | + 35 s          |

### Points UCI
| Position           | 1er | 2e | 3e | 4e | 5e | 6e | 7e | 8e | 9e | 10e |
| Classement général | 40  | 30 | 16 | 12 | 10 | 8  | 6  | 3  | 2  | 1   |